# Jardín Botánico de Curepipe
El Jardín Botánico de Curepipe (en inglés Curepipe Botanic Gardens), en Curepipe, es el segundo jardín botánico más grande en Mauricio, fue creado en 1870, con el objetivo inicial de recibir diversas variedades de plantas que no pudieron aclimatarse en las regiones templadas de la isla.
Aunque es más pequeño que el de Pamplemousses (Jardín Botánico de Pamplemousses), alberga la más rara palmera del mundo, el ejemplar único de Hyophorbe amaricaulis.